# Den gamle Købstad
Den gamle Købstad er en dansk dokumentarfilm fra 1936.

## Handling
En sommertur til Køge og Østsjællands smukke slotte. Filmen tager tilskueren en tur gennem Køge, hvor man besøger stranden i Køge Bugt, havnen, Sankt Nicolai Kirke, de gamle bindingsværkshuse, markedspladsen og flyvepladsen med svævefly. Herefter går turen til Vallø Slot, Gjorslev Gods, Stevns Klint med Højerup Kirke, Strøby Mølle, Jomfruens Egede ved Haslev og den nærliggende Østre Egede Kirke, Bregentved Hovedgård og Gisselfeld Slot.